# Inger Båvner
Inger Kristina Båvner, född 5 oktober 1945 i Eskilstuna Fors församling, är en svensk sjuksköterska och socialdemokratisk politiker (s). Hon var borgarråd i Stockholms stad 1979-1988. Hon har också jobbat som förvaltningschef i Stockholms stad och varit ordförande för Svenska Gymnastikförbundet.